# Blauwmaanzaadgalwesp
De blauwmaanzaadgalwesp (Aylax papaveris) is een vliesvleugelig insect uit de familie van de echte galwespen (Cynipidae). De wetenschappelijke naam van de soort is voor het eerst geldig gepubliceerd in 1839 door Perris.